# Шамсон
Шамсо́н (фр. Chamesson) — коммуна во Франции, находится в регионе Бургундия. Департамент коммуны — Кот-д’Ор. Входит в состав кантона Шатийон-сюр-Сен. Округ коммуны — Монбар.
Код INSEE коммуны — 21134.

## Население
Население коммуны на 2010 год составляло 280 человек.
| 1962 | 1968 | 1975 | 1982 | 1990 | 1999 | 2010 |
| ---- | ---- | ---- | ---- | ---- | ---- | ---- |
| 467  | 446  | 341  | 305  | 331  | 326  | 280  |

## Экономика
В 2010 году среди 178 человек трудоспособного возраста (15—64 лет) 122 были экономически активными, 56 — неактивными (показатель активности — 68,5 %, в 1999 году было 70,6 %). Из 122 активных жителей работали 110 человек (63 мужчины и 47 женщин), безработных было 12 (4 мужчины и 8 женщин). Среди 56 неактивных 17 человек были учениками или студентами, 18 — пенсионерами, 21 были неактивными по другим причинам.